# Augustin Chaho

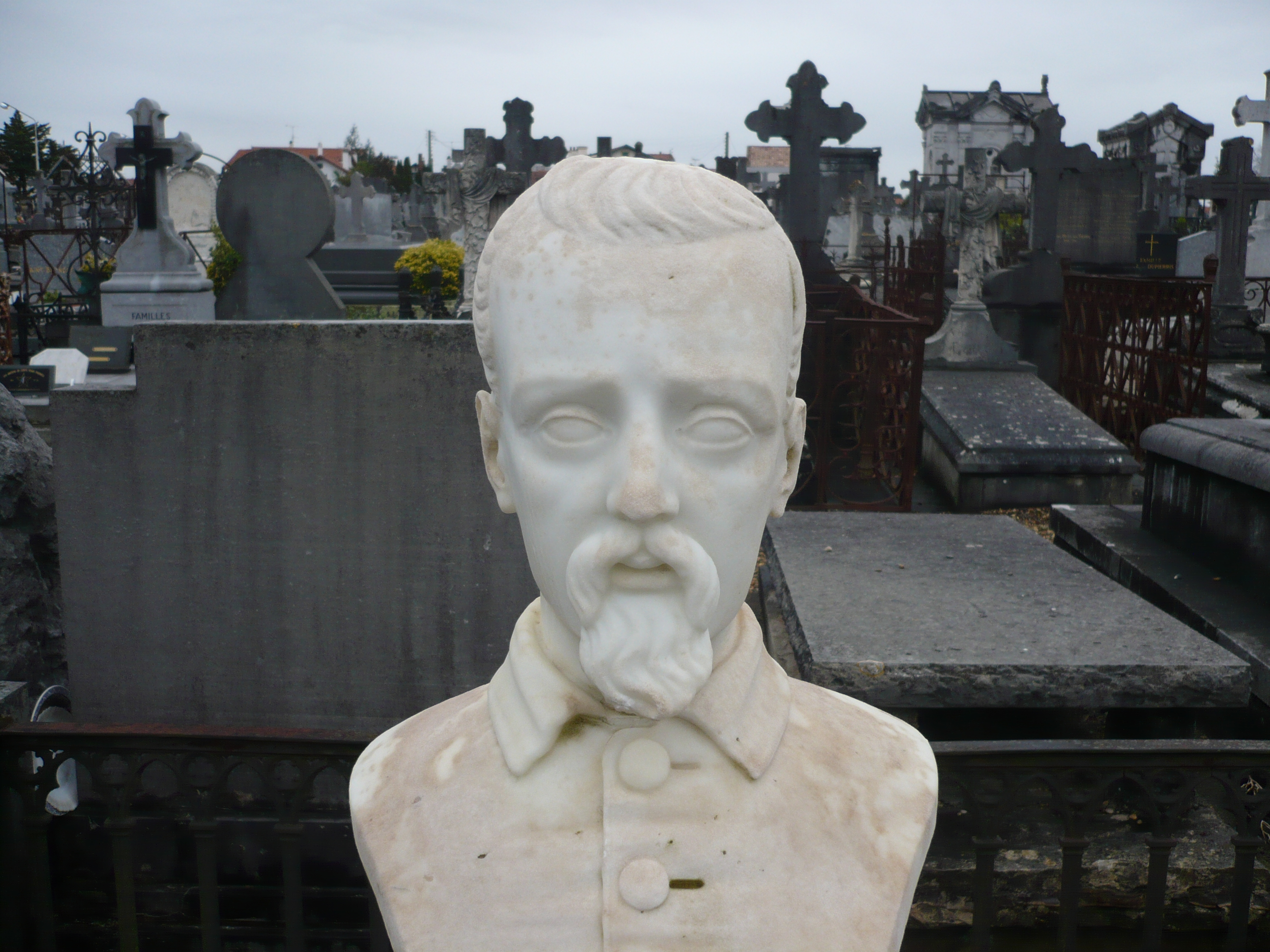
Buste d'Agosti Xaho au cimetière Saint-Léon de Bayonne.

Joseph Augustin Chaho (Agosti Xaho en basque), né le 10 octobre 1811 à Tardets et mort le 22 octobre 1858 à Bayonne, est un écrivain, périodiste, indianiste, philologue et homme politique basque français de langue basque et française.
Il est considéré comme un précurseur du nationalisme basque, un pionnier de la laïcité et du républicanisme au Pays basque et auteur d'un énorme travail, presque en solitaire, en faveur de la langue et de la culture basques.

## Biographie
Joseph Auguste Chaho nait le 10 octobre 1811 à Tardets, en Soule. Il est le fils de d'André Chaho, huissier, et de Rose Lagarde.
Étudiant en droit à Paris en 1830, il fréquente les cercles romantiques et le salon littéraire de Charles Nodier et se consacre désormais à l'écriture.
Il écrit Voyage en Navarre durant l'insurrection basque (Paris, 1836) à propos de son expérience de la première guerre carliste, qu'il interprète comme une guerre ethnique des Basques contre l'Espagne. Il écrit également La Légende d'Aitor et Azti-Begia, rédige des dictionnaires et grammaires de basque et écrit une Histoire primitive des Euskariens-Basques (1847) et La Philosophie des Religions comparées (1848).
Après avoir vécu à Toulouse, il s'installe en 1844 à Bayonne, où il devient conseiller municipal, puis il est élu conseiller général du canton de  Tardets. En 1846, il est membre de la loge maçonnique La Parfaite Union de Saint-Esprit.
Au moment de la proclamation de la République, il participe aux mouvement d'insurrection, obtenant le grade de commandant de la Garde nationale bayonnaise. Pensant que ce modèle va se répandre comme une traînée de poudre à travers l'Europe, il est candidat des démocrates-sociaux aux élections législatives de 1849 —  les premières élections libres de l'histoire en France — et fait campagne sur le thème du suffrage universel sans restriction, de l’enseignement laïque, gratuit et obligatoire pour tous, des libertés de conscience, de réunion, d’association, de manifestation, pour la liberté totale de la presse. Bien qu'anticlérical, il se déclare pour la liberté de prédication et de culte de toutes les religions (catholicisme, protestantisme, judaïsme, etc.) Pendant cette campagne électorale (à peine âgé de 38 ans), il est grièvement blessé par un accident qui le laisse durablement hémiplégique.
Ses prises de position contre la dérive bonapartiste du pouvoir du président Louis-Napoléon entraînent l'interdiction de son journal L'Ariel en février 1852. Réduit au silence par un harcèlement permanent de la police impériale, il est contraint à l'exil, en Belgique puis à Vitoria-Gasteiz. Il revient à Bayonne en mai 1853, après s'être engagé à cesser toute activité politique.
Décédé au 12 rue du Pont Mayou, à Bayonne, il aurait été le premier Basque inhumé civilement au pays, en dehors de tout rite religieux. Sa sépulture se situe au cimetière Saint-Léon.

## Nationaliste basque
S'étant éveillé au sentiment national au moment de révolution de 1830 à Paris où il venait de débarquer pour y étudier pendant trois ans le droit et la littérature, prenant alors conscience de son identité, Augustin Chaho ne développe pas une vision abertzale repliée sur de petites frontières. Sa vision de la nation basque se projette dans une vision internationaliste et comme un précurseur de la construction européenne, sur une base démocratique.
Lorsqu'il développe pour la première fois ses théories, Augustin Chaho n'est qu'un jeune journaliste de 25 ans qui publie un premier reportage sur les guerres carlistes. Dès 1836, à travers ses Paroles d’un bizkaïen aux libéraux de la reine Christine, puis Voyage en Navarre pendant l'insurrection des basques (1830-1835), il énonce soixante ans avant Sabino Arana, des thèses en faveur de l'indépendance du Pays basque, de sa réunification avec le Pays basque nord, sous une forme républicaine. Il fonde un journal politique à Bayonne, L’Ariel, sous-titré « le républicain de Vasconie », dans lequel il publie des articles en français, mais aussi en euskara, en gascon bayonnais et en béarnais.
Chaho est d'ailleurs l'inventeur de la formule zazpiak bat (les sept font un, autrement dit les quatre provinces basques du sud et les trois du nord forment un Pays basque uni).
Plus tard, Chaho créa le tout premier journal exclusivement rédigé en basque Uskal-herriko Gaseta.
Dès 1836, Chaho préconise à plusieurs reprises l’enseignement exclusif du basque dans les écoles, la création d’une académie de la langue basque et l’établissement d’une orthographe unifiée, de bibliothèques, d’une littérature et de livres dans tous les domaines scientifiques et techniques en basque.
Selon Zabaltza, la vision laïque d'Augustin Chaho dérange les biographes de Sabino Arana Goiri, qui lui-même occultait cet héritage. D'abord parce que Chaho est un Basque du nord, un Souletin né en 1811, ayant vécu la majeure partie de sa vie à Bayonne, né 54 ans avant Sabino Arana, qui ne peut ignorer ses prises de positions. En effet, le Souletin se fit connaître au moment de la proclamation de la IIe République, ayant pris la tête d'une manifestation d'insurgés au moment de la Révolution de 1848.
À la différence des frères Arana Goiri, Chaho est un homme de gauche, républicain, partisan de la laïcité, qui adhéra aux idées socialistes dès leur apparition et fut le premier à parler de la construction du Pays basque dans le cadre de l'Europe, à la même époque que l'idée des États-Unis d'Europe chère à Victor Hugo.
En dépit de la fougue d'Augustin Chaho, et de sa modernité sur bien des points, son combat reste isolé et s'éteint avec lui. Personne ne poursuit son œuvre. Ce sont bien les frères Arana Goiri et notamment Sabino, qui passe une partie de son enfance entre Hendaye et Bayonne, qui lancent le mouvement de libération nationale basque à la fin du XIXe siècle.

## Œuvres littéraires

### Essais
- Azti-begia, Agosti Chaho Bassaburutarrak Ziberou herri maitiari Parisetik igorririk beste hanitchen aitzindari arguibidian goiz izarra, 1834 ;
- Paroles d'un voyant, 1834, Éditeur: Jean Curutchet, Bayonne, 1989,  (ISBN 2904348352))
- La Philosophie des Révélations, 1835 ;
- L'espagnolette de S. Louis, Agonie du Parti Révolutionnaire en France et Lettre à Jacques Laffitte, 1840 ;
- Histoire primitive des Euskariens-Basques: langue, poésie, mœurs et caractère de ce peuple; introduction à son histoire ancienne et moderne, J. Augustin Chaho, Charles Louis Belsunce (vicomte de), Jaymebon, 1840-1847 ;
- Philosophie des religions comparées, 1846.

### Narrations et nouvelles
- Voyage en Navarre pendant l'insurrection des Basques (1830 - 1835), écrit en 1836 ;
- Histoire des Basques depuis leur établissement dans les Pyrénées-Occidentales jusqu'à nos jours, 1847, œuvre plus d'imagination que de type ethnographique ou anthropologique[2] ;
- Lelo ou la Navarre il y a 500 ans, 1848 ;
- Safer ou des houris espagnoles, 1854 ;
- Biarritz entre les Pyrénées et l'Océan. Itinéraire pittoresque, 1855, monographie précurseur des guides touristiques [lire en ligne] ;
- Paroles d'un bizkaien aux libéraux de la reine Christine ;
- Aïtor. Légende cantabre / Aitor. - Leyenda cántabra / Aitor. - Kantabriar kondaira[7] et Azti-Begia.

### Linguistique
- Études grammaticales sur la langue euskarienne, en 1836, collaboration avec Antoine d'Abbadie d'Arrast, que les deux auteurs dédient « aux Basques des 7 provinces », en basque : Zazpi Uskal Herrietako Uskalduner ;
- Dictionnaire basque, français, espagnol et latin, d’après les meilleurs auteurs classiques et les dictionnaires des Académies française et espagnole, 1856.
- La guerre des alphabets : règles d'orthographe euskarienne, adoptées pour la publication du Dictionnaire basque, français, espagnol et latin, Bayonne, Impr. Lespés, 1856, 472 p. (lire en ligne)

### Collections
- Azti-begia eta beste izkribu zenbait, 1992, Elkar ;
- Agosti Chahoren kantutegia, 2006, Susa.

Et divers travaux plus anecdotiques, comme la description d'analogies entre le sanscrit et le basque.